# Porträt des Herrn X (Pierre Loti)
Das Porträt des Herrn X (Pierre Loti) ist ein Gemälde des französischen Malers Henri Rousseau. Es zeigt in vereinfachten Formen einen Mann in Halbfigur mit einer Katze vor einer Landschaftsansicht. Das in Öl auf Leinwand gemalte Bild hat eine Höhe von 61 cm und eine Breite von 50 cm. Es gehört zur Sammlung des Kunsthauses Zürich. Die Identität des Mannes ist nicht zweifelsfrei geklärt. Einige Autoren haben angenommen, der dargestellte Mann sei der Schriftsteller Pierre Loti. Auch bei der zeitlichen Einordnung des Bildes gibt es abweichende Überlegungen; neuere Datierungen gehen von 1906 als Entstehungsjahr aus. Das Porträt diente als Vorlage für verschiedene Werke der modernen Malerei.

## Bildbeschreibung
Das Gemälde zeigt das Porträt eines Mannes in Halbfigur. Mit leicht zur linken Seite gedrehtem Kopf blickt er frontal zum Betrachter. Das Gesicht hat einen hellen Teint, das auffällig abstehende rechte Ohr zeigt ein rosiges Inkarnat. Während die rechte Wange ebenfalls eine leichte Rötung aufweist, ist in der linken Gesichtshälfte ein dunkler Schattenbereich auszumachen. Auffällig ist ein dunkler Schnurrbart mit nach oben gedrehten Enden. Über den Augen erscheinen die Brauen als schmale schwarze Bögen. Der Mann trägt oberhalb der freiliegenden Stirn eine rote Kopfbedeckung, bei der es sich mutmaßlich um einen orientalischen Fes handelt. Darunter schaut seitlich und in der Mitte das gepflegte dunkle Haar hervor. Zur Kleidung des Mannes gehört ein rotes Hemd mit goldenem Knopf auf Brusthöhe und geschlossenem breiten weißen Halskragen. Über dem Hemd trägt er ein schwarzes Kleidungsstück, bei dem es sich um einen arabischen Umhang – beispielsweise einen Burnus – handeln könnte. Der rechte Arm ist vor die linken Brust gewinkelt. Die Hand ragt hier aus einer weißen Ärmelmanschette mit nach oben ausgestreckten Fingern hervor. Zwischen Zeige- und Mittelfinger hält der Mann eine brennende Zigarette; den kleinen Finger schmückt ein Goldring. Vor dem Mann sitzt auf der linken Bildseite eine getigerte Katze auf einem runden podestartigen Kissen. Sie ist wie der Mann frontal dargestellt, ihre Haltung wirkt statuarisch.
Im Hintergrund zeigt sich eine hügelige Landschaft und darüber ein blauer Himmel mit weißen Wolken. Zu beiden Seiten des Mannes stehen in einiger Entfernung hintereinander gestaffelte einförmige Häuserreihen. In der linken Bildhälfte ragen oberhalb der Schulter des Mannes vier nebeneinander stehende Fabrikschornsteine empor, von denen der rechte dunklen Rauch ausstößt. Auf der anderen Seite wächst hinter der Schulter ein Akazienbaum bis zum oberen Bildrand. Der Baum und die Schornsteine stehen symbolhaft für den Gegensatz von wilder Natur und städtischer Industrie. Andere Gegenüberstellungen finden sich in den Paarungen Mensch und Tier sowie Orient und Okzident. Verbindungen im Bild ergeben sich zwischen den Schornsteinen im Hintergrund und der brennenden Zigarette im Vordergrund, den horizontalen Linien des Katzenfells und denen der Häuserreihen oder den roten Rundformen bei der Kopfbedeckung des Mannes und der Sitzfläche der Katze. Insgesamt beherrschen Schwarz, Weiß, Rot und Ocker die Palette des Malers, wobei die Farben wenig abgestuft aufgetragen wurden. Auffällig sind der überproportional große Kopf und die starke Vereinfachung der Formen, insbesondere im „nahezu kubistisch facettierten Gesicht“. Die frontale Pose des Mannes und die collagenhafte Anordnung der Hand haben Ähnlichkeiten mit Darstellungen auf Spielkarten, wie verschiedene Autoren angemerkt haben. Die Autorin Cornelia Stabenow betonte die „dandyhafte Gestalt“ des Porträtierten, mit der Rousseau „die exzentrische Rolle des Poeten schlechthin“ inszeniert habe. Das Bild ist unten rechts mit „H. Rousseau“ signiert, aber nicht datiert.

## Ein Porträt in der Tradition altmeisterlicher Malerei
Der 1844 geborene Rousseau hatte keine akademische Ausbildung als Maler absolviert, sondern als Angestellter der Zollverwaltung in seiner Freizeit – vermutlich autodidaktisch – mit der Malerei begonnen. Er gilt daher als ein Vertreter der Naiven Kunst. Andererseits war er seit Mitte der 1880er Jahre mit einigen namhaften Künstlern bekannt und stellte seine Werke öffentlich aus. Seit 1884 besaß er zudem die Erlaubnis, im Louvre und im Musée du Luxembourg Werke zu kopieren. Den Einfluss der altmeisterlichen Malerei sehen verschiedene Autoren auch im Porträt des Herrn X. So werden Vergleiche zu nordischen Porträts aus dem Ende des 15. Jahrhunderts gezogen, Bezüge zur Spätgotik hergestellt oder darauf verwiesen, dass die Tradition des Halbfigurenporträts seit der Renaissance üblich sei. Die auffällige Handhaltung im Porträt des Herrn X findet sich in ähnlicher Weise auch bei Werken der älteren Malerei. Beispielsweise zeigt El Greco in seinem um 1580 geschaffenen Bildnis eines Edelmannes mit der Hand auf der Brust (Museo del Prado, Madrid) wie auch das Frans Hals zugeschriebene Gemälde Mann mit der Hand auf dem Herz von 1632 (Musée des Beaux-Arts de Bordeaux) eine verwandte Darstellung der Hand. Rousseau könnte diese oder ähnliche Bilder aus Reproduktionen gekannt haben, gesichert ist dies jedoch nicht. Anlässlich der großen Rousseau-Retrospektive, die 2015–2017 nacheinander in Venedig, Paris und Prag zu sehen war, kam es zur Gegenüberstellung von Rousseaus Porträt des Herrn X mit dem Vittore Carpaccio zugeschriebenen Bildnis eines jungen Mannes mit roter Mütze (Museo Correr, Venedig, um 1490–1495). Zwischen den beiden Bildern sind mehrere Übereinstimmungen erkennbar. Die Maler zeigen jeweils einen Mann als Halbfigur mit ähnlicher roter Kopfbedeckung vor einer Landschaftsdarstellung. Ob Rousseau das Bild von Carpaccio kannte, ist jedoch nicht überliefert.

El Greco: Bildnis eines Edelmannes mit der Hand auf der Brust, um 1580, Museo del Prado, Madrid
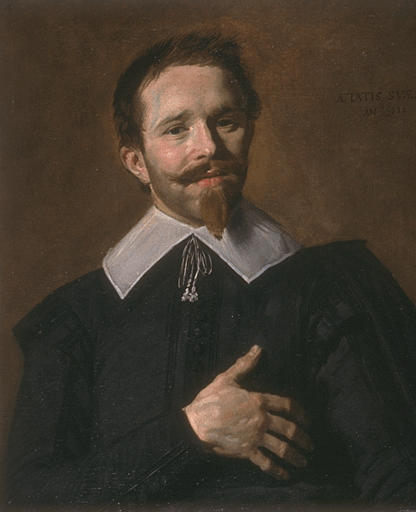
Frans Hals (zugeschrieben): Mann mit der Hand auf dem Herz, 1632, Musée des Beaux-Arts de Bordeaux
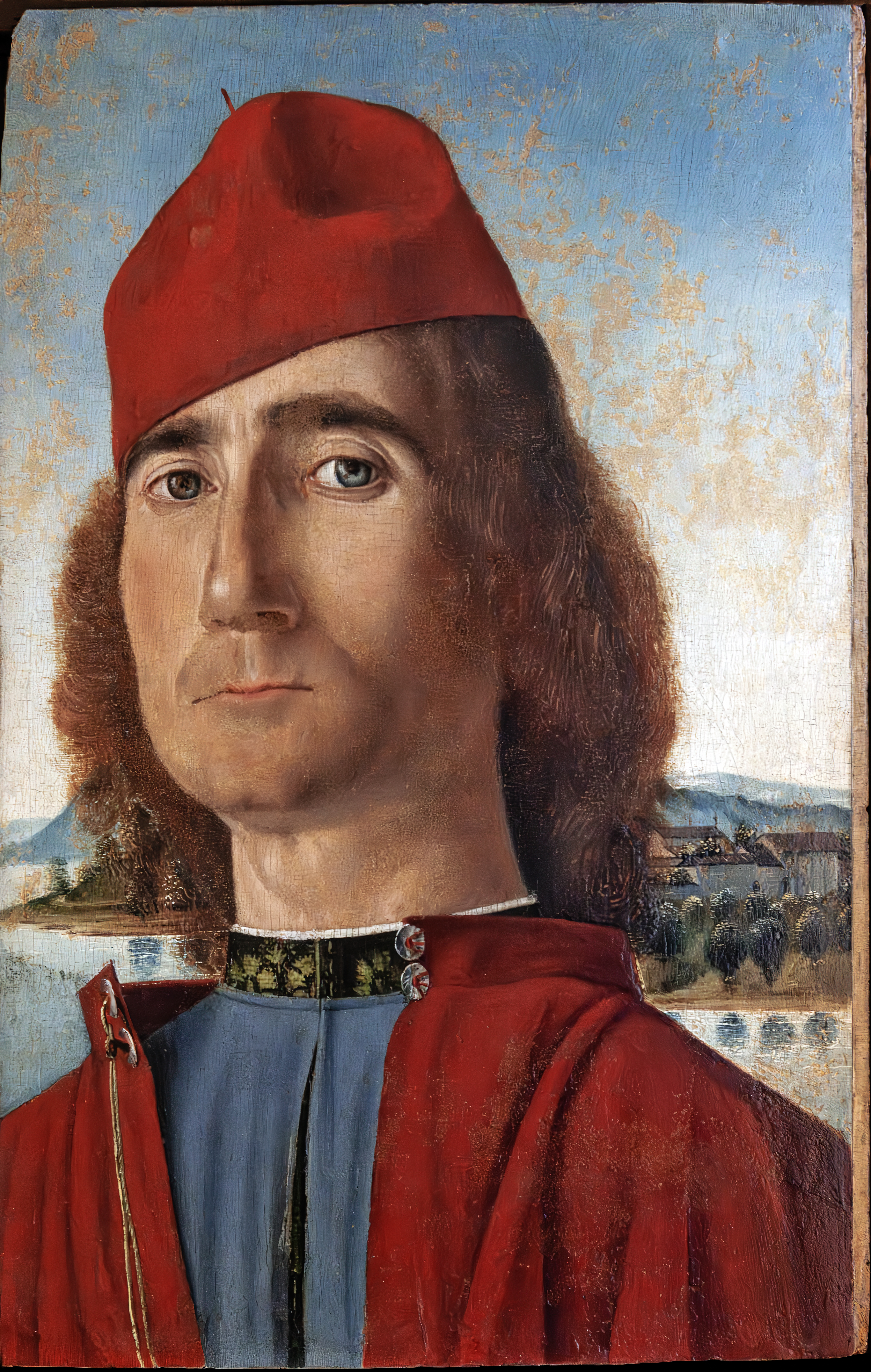
Vittore Carpaccio (zugeschrieben): Bildnis eines jungen Mannes mit roter Mütze, um 1490–1495, Museo Correr, Venedig

## Mögliche Identität des Dargestellten und Datierung des Bildes

### Pierre Loti

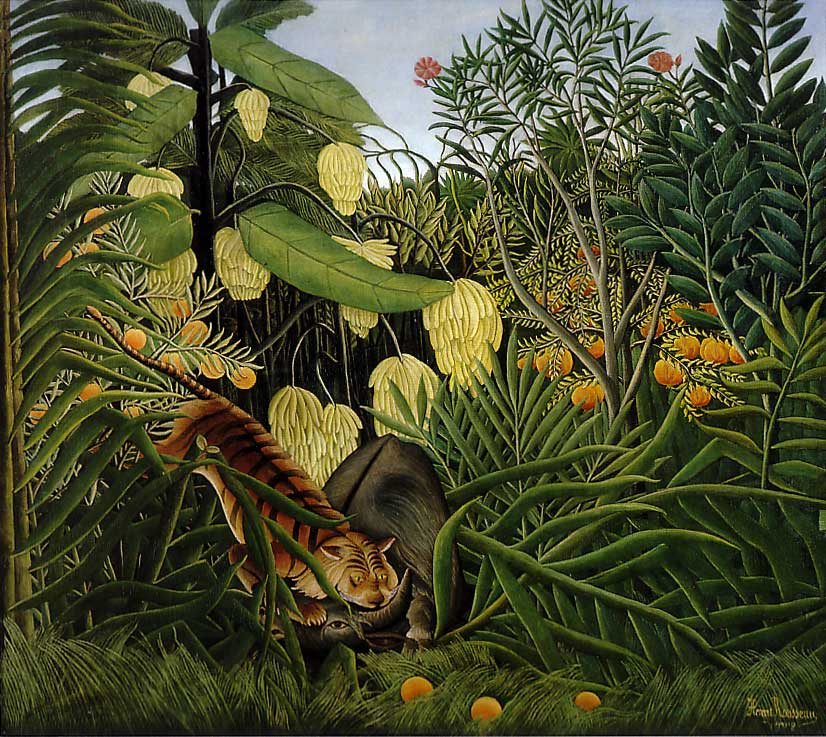
Henri Rousseau: Tiger fällt einen Büffel an, 1908

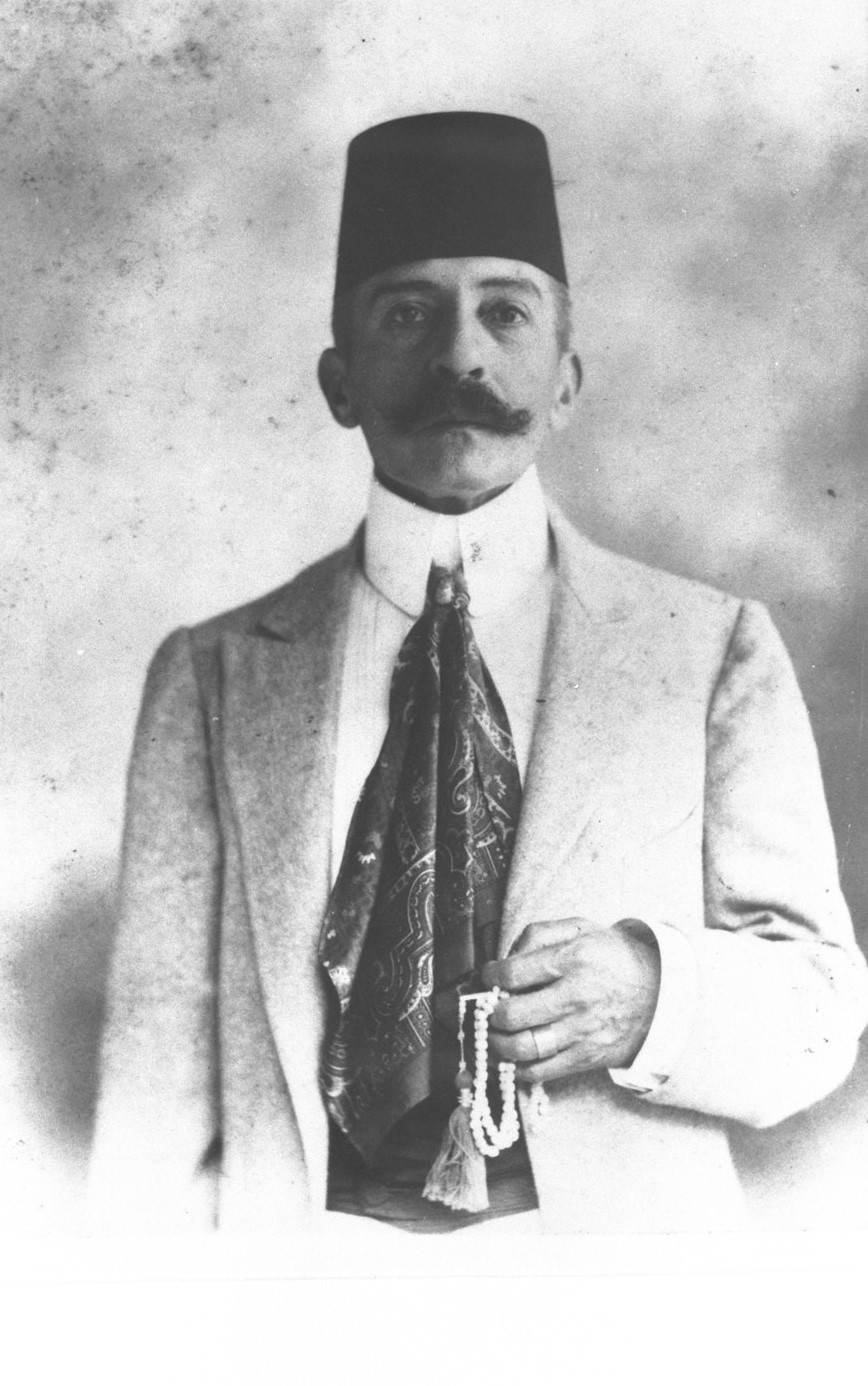
Atelier Phebus: Pierre Loti in Konstantinopel, Fotografie von 1904

Die Identität des im Gemälde dargestellten Mannes konnte bisher nicht zweifelsfrei geklärt werden. Es existieren keine Unterlagen, aus denen eindeutig hervorgeht, wer der Porträtierte ist. Auch das genaue Entstehungsdatum des Gemäldes ist unbekannt. Beides steht jedoch möglicherweise in einem Zusammenhang. Der im Bild dargestellte Mann wird häufig als der Schriftsteller Pierre Loti identifiziert. Rousseau und Loti kannten sich jedoch nicht persönlich und sie sind sich wahrscheinlich auch nie begegnet. Ob Loti überhaupt etwas von der Existenz des Gemäldes gewusst hat, ist nicht überliefert. Die erste bekannte Erwähnung von Pierre Loti als Modell für das Gemälde geht auf den Schriftsteller Georges Courteline zurück. Als er das Gemälde 1913 an den Kunsthändler Paul Rosenberg verkaufte, gab er das Bild als Porträt von Pierre Loti aus. Da es zwischen der dargestellten Person und der Physiognomie von Pierre Loti Übereinstimmungen gibt, hoffte er mit der Zuschreibung möglicherweise einen höheren Preis zu erzielen. Aus dieser denkbaren Identität wurde danach bei einigen Autoren eine Art Gewissheit.
Die Kunsthistorikerin Dora Vallier, Verfasserin zweier Werkverzeichnisse von Rousseau, legte sich 1961 bei der Person des Dargestellten fest und betitelte das Gemälde schlicht als Pierre Loti. Als Entstehungszeitraum gab sie 1891/1892 an. Vallier vermutete, dass die Entstehung des Bildes mit Lotis Aufnahme in die Académie française am 22. Mai 1891 zusammenhing. Rousseau hätte hiervon aus zahlreichen Zeitungsberichten erfahren können. Da sich Loti zu diesem Zeitpunkt in Algier aufhielt, könnten sich – nach Vallier – die Häuser im Hintergrund des Gemäldes ebenso wie die Kopfbedeckung des Mannes auf Algier beziehen. Die Vorliebe Lotis für exotische Kleidung war allgemein bekannt und durch veröffentlichte Fotografien verbreitet. Zudem hatten Lotis Werke häufig einen „exotischen Reiz“. Rousseau, der möglicherweise einige von Lotis Geschichten kannte, könnten dessen literarische Beschreibungen zum Porträt veranlasst haben. Nicht zuletzt findet sich häufig auch in den Bildern des Malers ein exotisches Sujet. Beispielhaft hierfür sind seine Dschungelbilder, in denen wiederholt Großkatzen die Szenerie bevölkern, etwa im Gemälde Tiger fällt einen Büffel an (Cleveland Museum of Art) von 1908. Im Porträt des Herrn X könnte die getigerte Katze ein weiterer Hinweis auf Pierre Loti sein. Er galt als ausgesprochener Katzenliebhaber und verlieh den Tieren in seinem Werk Vies de deux chattes eine literarische Würdigung. Sollte Loti der Dargestellte im Gemälde sein, hat er Rousseau sicher nicht Modell gesessen. Da der Maler wiederholt Fotografien als Vorlage für seine Bilder nahm, könnte er auch hier so verfahren haben. Andererseits wurde Rousseau bescheinigt, seine Porträts würden den Dargestellten „außerordentlich unähnlich“ sein.
Ein weiterer Anhaltspunkt dafür, dass es sich beim Dargestellten um Pierre Loti handeln könnte, ist Rousseaus Teilnahme am Salon des Indépendants 1891. Zu dieser Ausstellung schickte er ein Porträt Monsieur L, das im Katalog der Ausstellung gelistet, aber nicht abgebildet ist und über das es ansonsten keine weiteren Informationen gibt. Der Kunstschriftsteller Wilhelm Uhde sah rund ein halbes Jahrhundert vor Vallier in der Initiale L des Gemäldetitels eine mögliche Verbindung zu Pierre Loti. Da der Salon des Indépendants vom 20. März bis zum 27. April 1891 dauerte, lag er zeitlich vor der Aufnahme Lotis in die Académie française im Mai des Jahres, was der Argumentation von Vallier in diesem Punkt widerspricht. Uhde blieb bei der Betitelung des Bildes zurückhaltend und wählte die Bezeichnung Porträt des Herrn X (Pierre Loti). Dies trägt dem Umstand Rechnung, dass der Dargestellte ein Unbekannter ist, bei dem es sich um Pierre Loti handeln könnte. Neuere Veröffentlichungen wählten ebenfalls die Bezeichnung Porträt des Herrn X (Pierre Loti). Auch das Kunsthaus Zürich, in dessen Besitz sich das Gemälde befindet, gibt diesen Titel an.
Als mögliche Vorlage für Rousseaus Gemälde wird immer wieder eine Fotografie angeführt, die Pierre Loti in eleganter Kleidung mit orientalischer Kopfbedeckung zeigt. Diese Aufnahme entstand 1904 in Konstantinopel. Vorausgesetzt Pierre Loti ist der im Gemälde Dargestellte, spräche dies für eine deutlich spätere Entstehung des Bildes als 1891/1892. Die Kunsthistorikerin Cornelia Stabenow nannte als Entstehungszeitraum „um 1905“, also wenige Monate nach der Fotoaufnahme aus Istanbul. Das Kunsthaus Zürich gibt als Entstehungsjahr 1906 an, eine zeitliche Einordnung, die sich auch bei verschiedenen Autoren findet. Für 1906 als Entstehungsdatum spricht Rousseaus Teilnahme am Pariser Salon des Indépendants des Jahres, wo er neben anderen Bildern das Gemälde Portrait de M. F... zeigte. Das Bildnis des anonym gebliebenen Monsieur (M.) mit dem nicht identifizierten Monogramm F. wurde vom Kunstkritiker Louis Vauxcelles als Porträt eines Literaten beschrieben, eine Bezeichnung, die auf Pierre Loti zuträfe.

### Edmond Frank
Andere Autoren datierten das Gemälde auf die Zeit um 1910, das Jahr, in dem Rousseau starb. In diesen letzten Lebensmonaten Rousseaus ist auch die Geschichte von Edmond Frank angesiedelt, der behauptete, er habe für das Porträt des Herrn X Modell gestanden. Als 1952 in der Presse ein Foto des Gemäldes erschien, das einen Bericht zur Ausstellung Cent portraits d’hommes du XIVe siècle à nos jours in der Pariser Galerie Charpentier illustrierte, erkannte sich Frank 1952 angeblich in Rousseaus Gemälde wieder. Edmond Frank wird mal als Industrieller, teilweise auch als „Journalist und Dichter“ bezeichnet und gelegentlich mit dem Autor Edmond Achille Frank (1846–1911) verwechselt. Frank berichtete, Rousseau habe ihn 1909–1910 in seiner Wohnung in der Pariser Rue Giradon Nr. 13 gemalt. Die im Bild gezeigte Akazie habe im Nachbargarten gestanden, die Häuserreihen im Hintergrund seien die des Hügels von Montmartre. Weiter führte Frank aus, das nunmehr im Kunsthaus Zürich befindliche Gemälde sei eine von Rousseau gefertigte Kopie. Rousseau – so die Aussage von Frank – hätte sich das in seinem Besitz befindliche Gemälde ausgeliehen, um es im Salon des Indépendants zu zeigen, wo das Bild ein Erfolg gewesen sei. Bei dieser Gelegenheit hätte Rousseau das Gemälde kopiert. Frank gab weiter an, das Originalbild 1911 zerstört zu haben. Die Aussagen von Edmond Frank sind jedoch in mehrfacher Hinsicht unwahrscheinlich. 1911 war Rousseau bereits ein bekannter Maler und seine Werke erzielten insbesondere nach seinem Tod beachtliche Preise, wovon auch Frank wissen musste, der selbst auf den Erfolg des Bildes im Salon hingewiesen hatte. Darüber hinaus ist aus den Jahren 1909 und 1910 im Salon des Indépendants nur ein Porträt eines Mannes von Rousseau bekannt, das Bildnis Joseph Brummer (Privatsammlung).

### Stilistische Einordnung
Zur Datierung werden weiterhin stilistische Merkmale des Gemäldes herangezogen. Im Vergleich mit dem etwa 1890–1891 gemalten Bildnis des Frumence Biche (Musée international d’art naïf Anatole Jakovsky, Nizza) zeigt sich, dass zwar beide Porträts als Halbfigur angelegt sind, jedoch das Gesicht im Porträt des Herrn X deutlicher modelliert und die Palette des Malers variantenreicher ist. Zudem hat Rousseau im Porträt des Herrn X die Komposition mit Vorder- und Hintergrund anspruchsvoller gestaltet. Diese Faktoren sprechen insgesamt für eine deutlich spätere Datierung. Selbst Dora Vallier, die das Bild auf 1891/1892 datiert hat, sah im Gesicht des vermuteten Pierre Loti Ähnlichkeiten zu den späten Bildnissen Rousseaus. Mehr als zehn Jahre nach dem Bildnis des Frumence Biche schuf Rousseau sein Selbstbildnis mit Lampe (Musée Picasso, Paris), in dem das Gesicht nicht mehr flächig, sondern der Kopf insgesamt perspektivisch erscheint. Im Bildnis Kind mit Puppe (Musée de l’Orangerie, Paris) von 1908 zeigt Rousseau die Figur in gleicher Frontalität wie im Porträt des Herrn X. Parallelen finden sich hier zudem in der farbenfrohen Kleidung und in der an gleicher Stelle positionierten Nebenfigur. Dort wo im Porträt des Herrn X die Katze Platz genommen hat, ist beim Kind am gleichen Ort die Puppe arrangiert. Solch eine Nebenfigur gab es jedoch auch schon im etwa 1894–95 entstandenen Bildnis des Schriftstellers Alfred Jarry, in dem eine Eule und ein Chamäleon abgebildet gewesen sein sollen. Das Gemälde ist nicht erhalten. Die Akazie im Hintergrund des Porträts des Herrn X findet sich in anderer Form in mehreren anderen Werken des Künstlers wieder, etwa in Frühling im Bièvre-Tal von 1904 (Metropolitan Museum of Art, New York City) oder als Hintergrund des Bildnisses Joseph Brummer von 1909 (Privatsammlung). Auch im Gemälde Die Muse inspiriert den Dichter von 1909 (zwei Versionen: Kunstmuseum Basel und Puschkin-Museum, Moskau) mit dem Doppelporträt des Dichters Guillaume Apollinaire und der Malerin Marie Laurencin finden sich entsprechende Bäume im Hintergrund.
Die Datierung des Bildes nach stilistischen Merkmalen ist jedoch schwierig, da Rousseau seine Werke teilweise Jahre später nochmals überarbeitet hat. Im Porträt des Herrn X sind mehrere Pentimenti erkennbar. So bedeckt der Fes bereits gemalte Haarpartien und im Bereich des Baumes gibt es Übermalungen, die erst erfolgten, als das Bild schon gerahmt war.

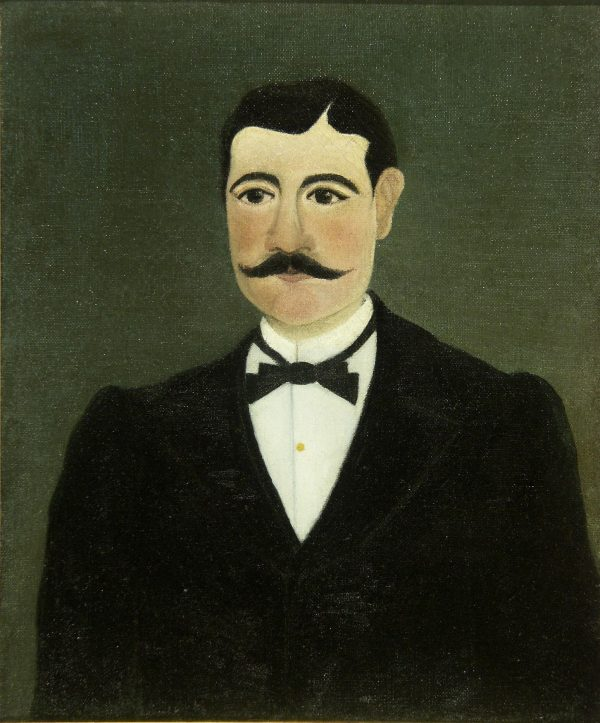
Henri Rousseau: Bildnis des Frumence Biche, 1890–1891
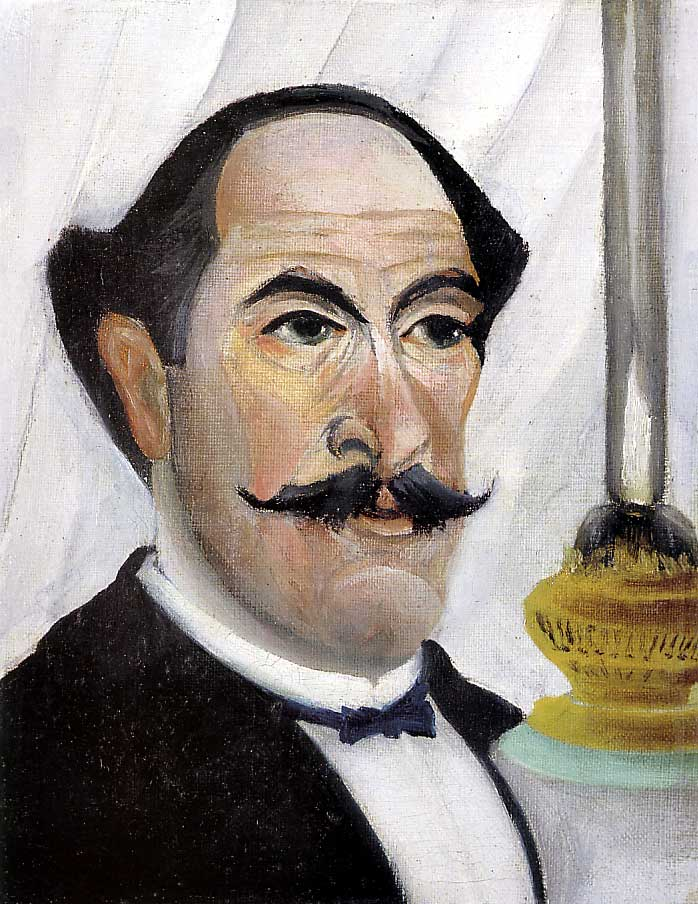
Henri Rousseau: Selbstbildnis mit Lampe, um 1903
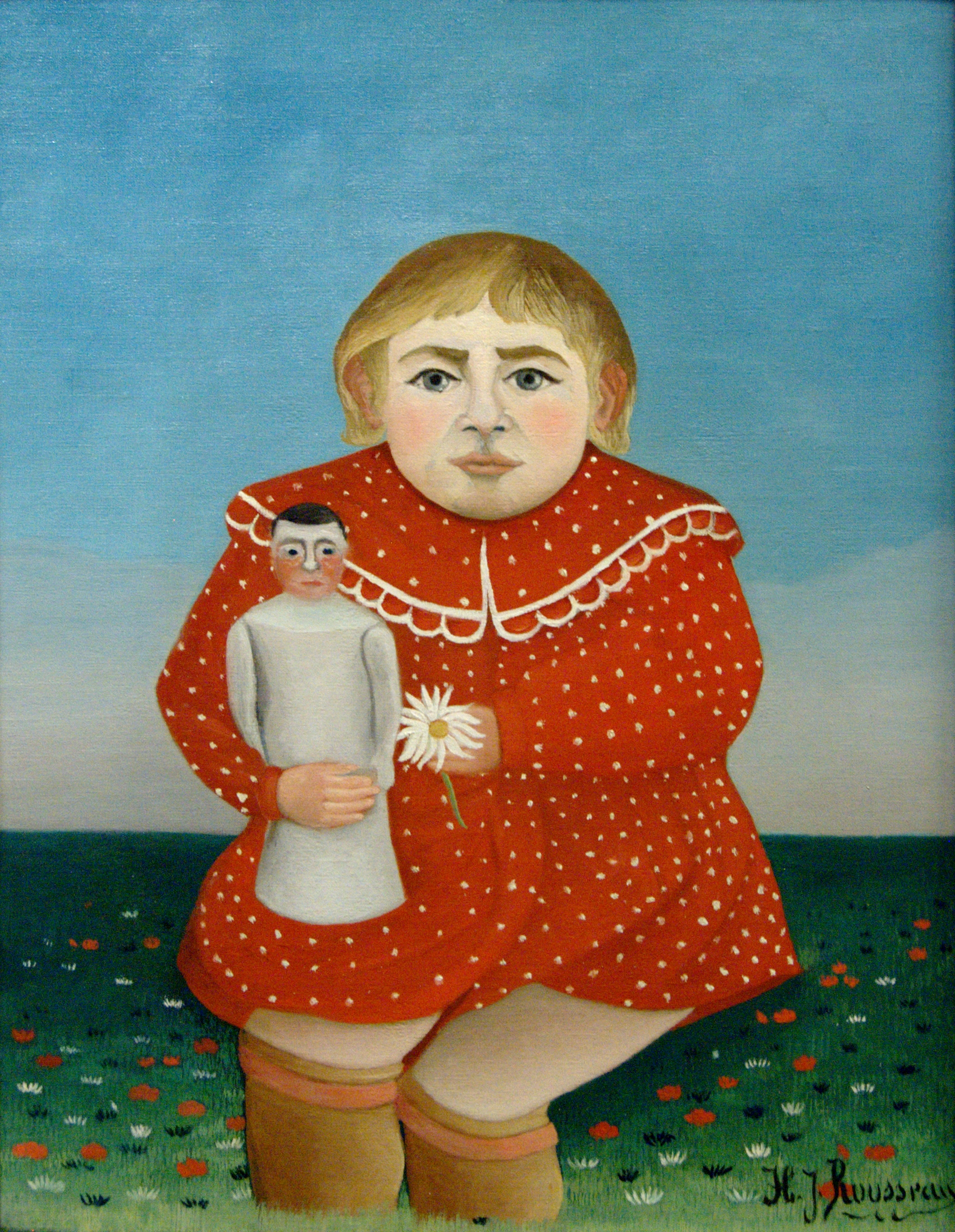
Henri Rousseau: Kinderbildnis (Kind mit Puppe), 1908
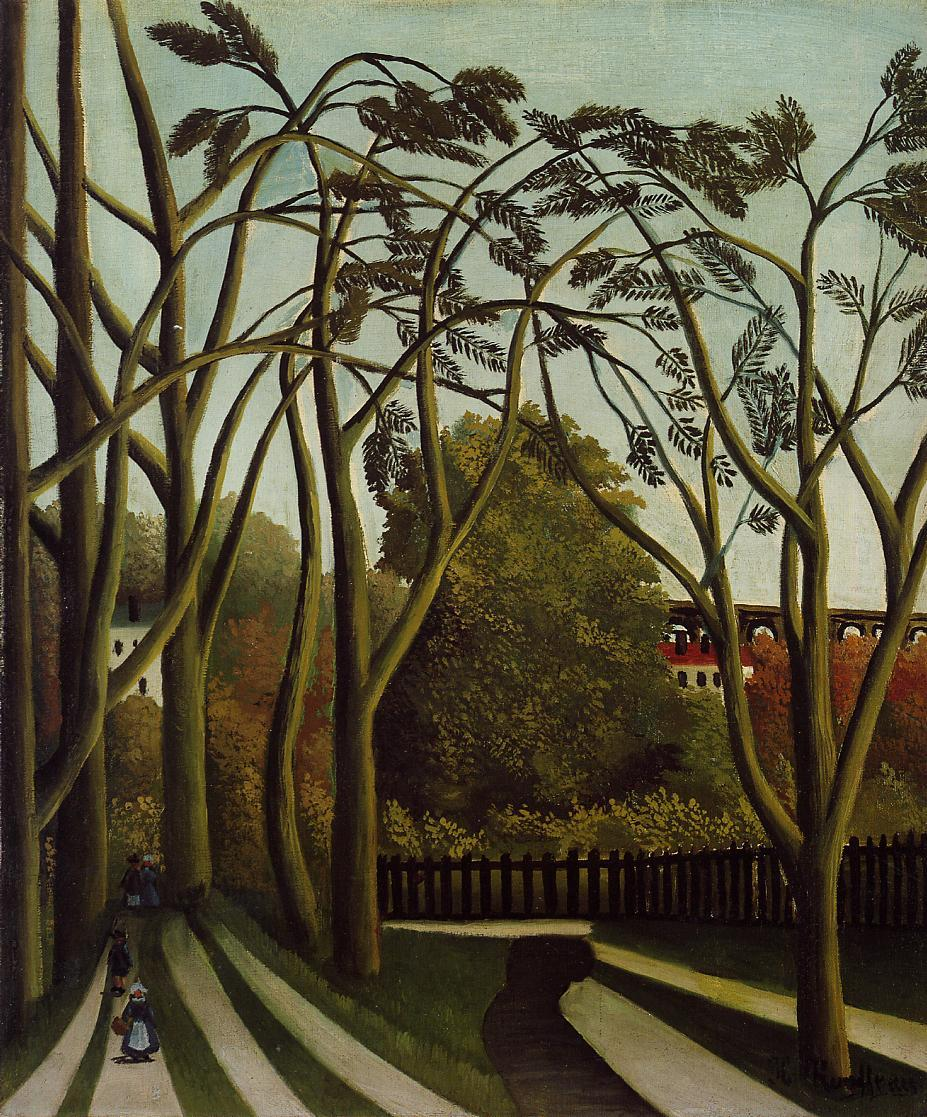
Henri Rousseau: Frühling im Bièvre-Tal, 1904
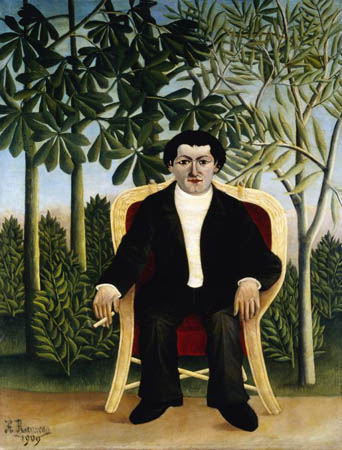
Henri Rousseau: Bildnis Joseph Brummer, 1909
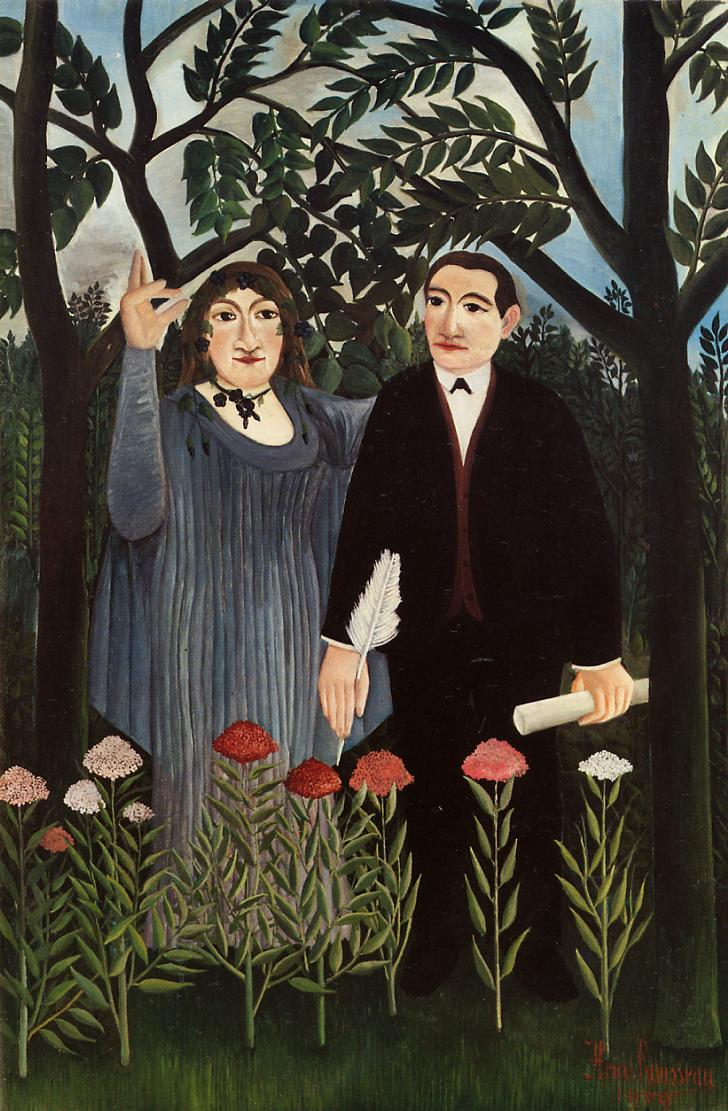
Henri Rousseau: Die Muse inspiriert den Dichter, 1909

## Rezeption
Das Werk von Henri Rousseau übte großen Einfluss auf eine Reihe von Malern der Moderne aus. Insbesondere Pablo Picasso schätzte seine Arbeiten und besaß in seiner Privatsammlung einige Gemälde Rousseaus. Die Wirkung eines einzelnen Gemäldes von Rousseau auf das Schaffen eines anderen Künstlers lässt sich hingegen selten nachvollziehen. Beim Porträt des Herrn X ist dies anders. Gleich bei mehreren Künstlern wird die Ausstrahlung von Rousseaus Gemälde auf ihr Werk deutlich. So gibt es im 1918 geschaffenen Gemälde Le Mécanicien von Fernand Léger (LaM, Lille) mehrere Parallelen zu Rousseaus Porträt des Herrn X. Besonders auffällig ist hierbei die Ähnlichkeit bei der Haltung der Hand mit der brennenden Zigarette. Insgesamt wählte Léger wie Rousseau vereinfachte Formen, eine auf reine Farben beschränkte Palette und eine ausgeprägte Frontalität.

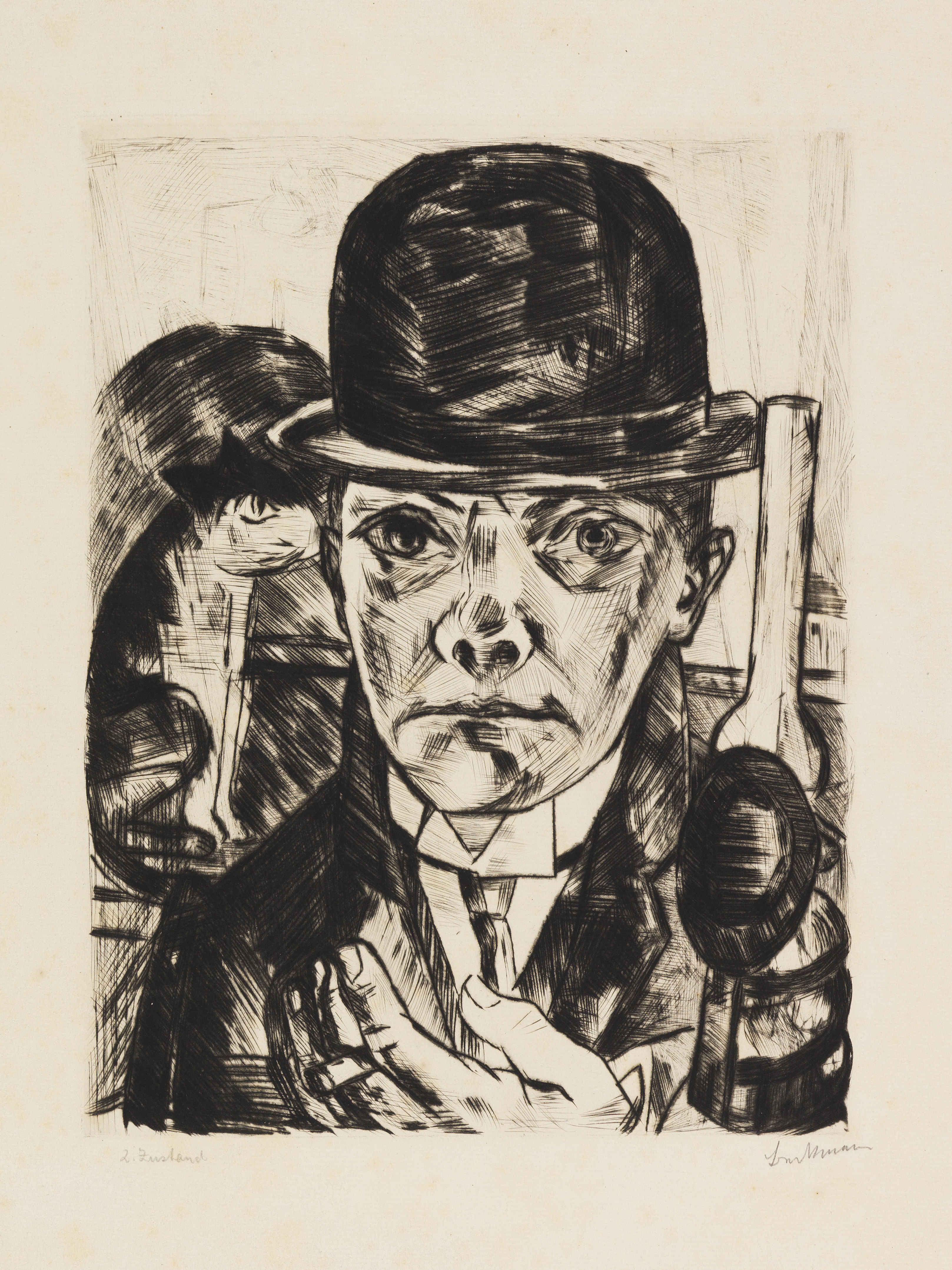
Max Beckmann: Selbstbildnis mit steifem Hut, 1921

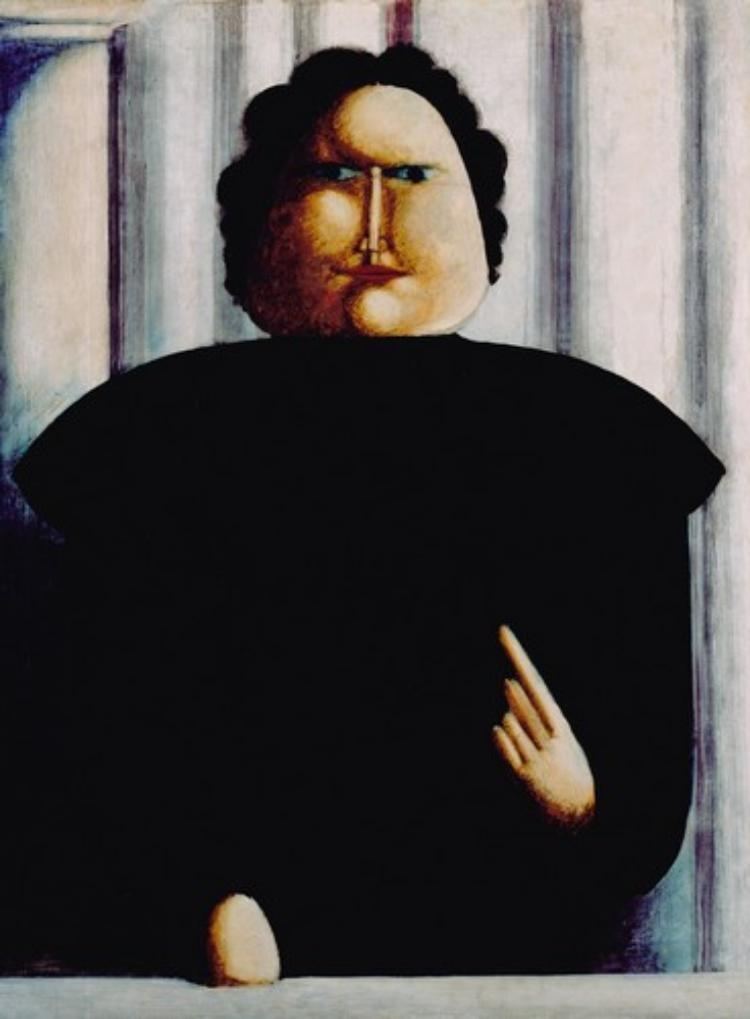
Oskar Schlemmer: Paracelsus (Der Gesetzgeber), 1923

In Deutschland wurde das Gemälde Porträt des Herrn X durch Wilhelm Uhdes Rousseau-Biografie von 1914 bekannt. In der Folgezeit setzten sich auch deutsche Künstler mit Rousseaus Bild auseinander. Max Beckmann schuf 1921 die Radierung Selbstbildnis mit steifem Hut, in dem ebenfalls die von Rousseaus Bild bekannte, auffällig vor der Brust gehaltene Hand mit Zigarette auftaucht. Zudem hat Beckmann wie Rousseau eine Katze im Bild platziert. Ein großer Bewunderer der Kunst Rousseaus war zudem Oskar Schlemmer. Er schrieb 1915 in sein Tagebuch: „Ich bin wieder bei Henri Rousseau“. Weiter lobt er den „Volksmaler“ für dessen „farbigen Kubismus“ und wünscht sich im „Geist Rousseaus“ „ein seltsam schönes Porträt“ zu malen. In Schlemmers Gemälde Paracelsus (Der Gesetzgeber) von 1923 (Staatsgalerie Stuttgart) wird der Bezug zu Rousseaus Porträt des Herrn X besonders deutlich. Der Kunsthistoriker Götz Adriani hob die „kompromißlos wuchtige Frontalität“ in Schlemmers Bildnis des Paracelsus hervor, sah aber auch in der Geste der Hand und den „maskenhaften“ Gesichtszügen Bezüge zu Rousseaus Porträt des Herrn X.

## Provenienz
Henri Rousseau verkaufte das Porträt des Herrn X vermutlich 1906 an den Schriftsteller Georges Courteline. Von dem Kaufpreis von „wenigen Franc“ hat Rousseau sich angeblich Essen gekauft, wie der Grafiker Jules Chéret berichtete. Chéret merkte zudem an, der für seinen zynischen Humor bekannte Courteline habe das Bild für sein Schreckensmuseum (Musée des horreurs) erworben. Hierbei handelte es sich um einen Raum in Courtelines Wohnung, in dem er verschiedene Skurrilitäten und Laienkunst zusammengetragen hatte. 1910 starb Henri Rousseau. Danach begannen die Preise für seine Werke erheblich zu steigen. Courteline veräußerte 1913 das Porträt des Herrn X zusammen mit Rousseaus Allegorie der Freiheit (Nationalmuseum für moderne Kunst Tokio) für 10.000 Franc an den Pariser Kunsthändler Paul Rosenberg. Dieser verkaufte das Porträt des Herrn X 1914 für überlieferte 6000 Franc an das Berliner Sammlerpaar Paul und Lotte von Mendelssohn-Bartholdy, in deren Kunstsammlung sich zahlreiche Werke der Moderne befanden, darunter Arbeiten von Vincent van Gogh und Pablo Picasso. Nach der Scheidung des Paares 1927 ging das Porträt des Herrn X in den Besitz der Ehefrau über, die nach erneuter Eheschließung ab 1930 den Namen Charlotte Gräfin von Wesdehlen führte. Vor dem Hintergrund der Verfolgung der Juden in Deutschland siedelte sie 1938 in die Schweiz über. Zur Bestreitung ihres Lebensunterhaltes war sie gezwungen, nach und nach Kunstwerke aus ihrem Besitz zu verkaufen.
1939 zeigte der Kunsthändler Paul Rosenberg Interesse am Erwerb des Porträts des Herrn X. Der Verkauf kam jedoch nicht zustande. Interessiert am Porträt des Herrn X war zudem das Kunsthaus Zürich. Dem späteren Ankauf durch das Museum gingen jedoch langwierige Verhandlungen voraus. Für das Bild verlangte Gräfin von Wesdehlen zunächst 38.000 Schweizer Franken, einen Betrag, der dem Kunsthaus Zürich zu hoch erschien. Die Ankaufskommission des Kunsthauses hatte zum Vergleich den wenige Wochen zuvor aus derselben Sammlung erfolgten Verkauf von Rousseaus Die Muse und der Dichter an das Kunstmuseum Basel herangezogen. Hier hatte Gräfin von Wesdehlen zunächst 60.000 Franken gefordert, der Verkauf erfolgte schließlich für nur 12.000 Franken. Nachdem es zu keiner Einigung zwischen der Verkäuferin und dem Kunsthaus gekommen war, erwarb 1940 zunächst der Zürcher Bankier Claus Vogel das Porträt des Herrn X. Er zahlte für das Porträt und ein Blumenstillleben Rousseaus zusammen 45.000 Franken. Das Kunsthaus Zürich erwarb wenig später im selben Jahr von Vogel das Porträt des Herrn X für 22.000 Franken.